# Baja

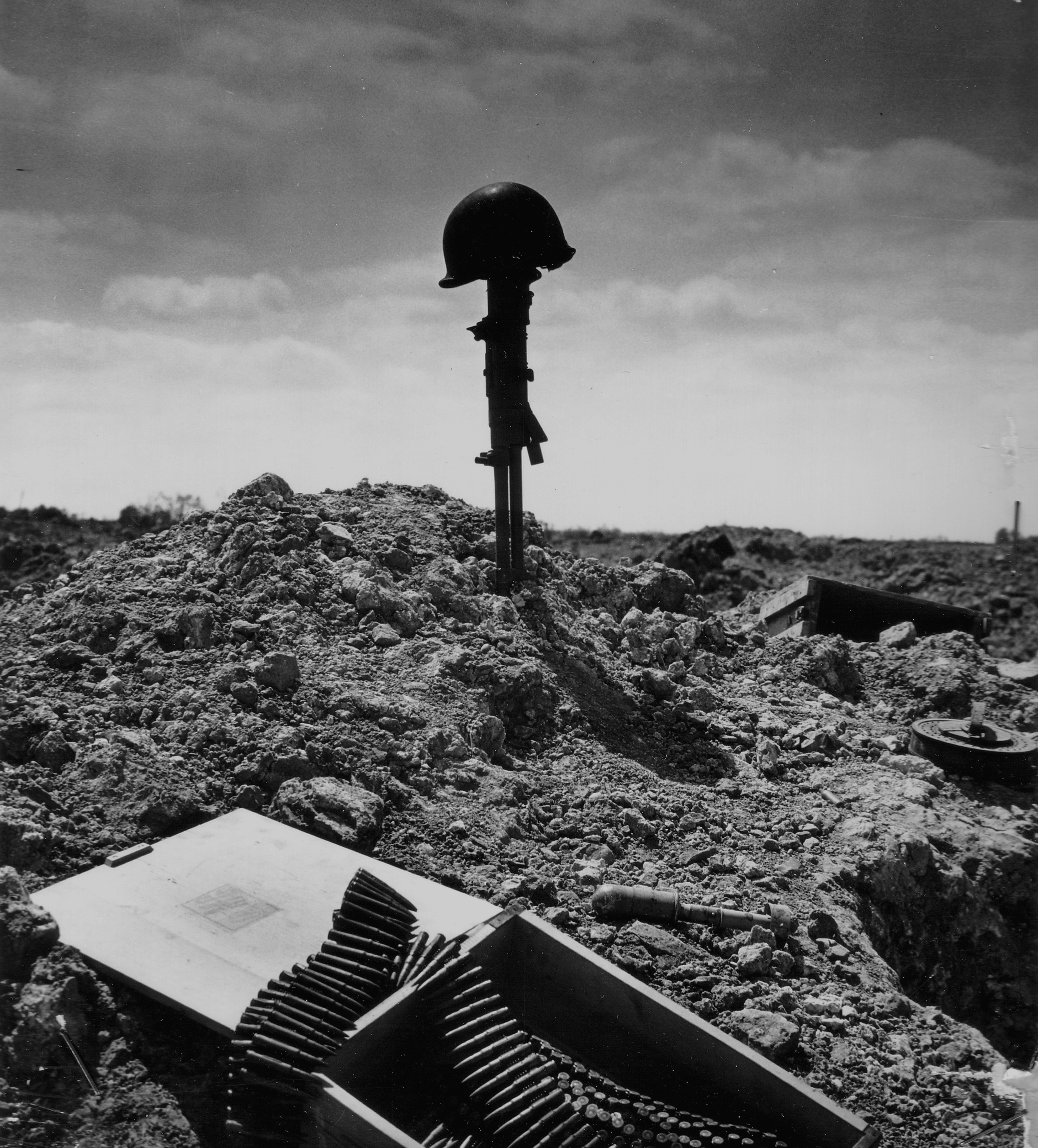
Desembarco de Normandía, una operación donde se produjeron numerosas bajas. Entre cajas de cinturones de ametralladoras y minas antitanque se encuentra el rifle BAR M1918, clavado en el suelo por el cañón y coronado por el casco del soldado cuya tumba temporal se marca de esa manera.

Una baja es una persona víctima de un accidente, lesión o trauma. La palabra bajas se utiliza sobre todo en los medios de comunicación para describir las muertes y lesiones provocadas por una guerra o desastre. El público general confunde a veces el término baja con el de víctima mortal (muerto), pero las lesiones no letales también son bajas.
En su uso militar, las bajas tienen a veces un significado más específico, y hacen referencia a todas las personas perdidas para el servicio militar, lo que incluye a los muertos en combate, muertos por enfermedad, incapacitados por lesiones físicas o mentales, capturados, desertados y desaparecidos. Las heridas menos serias que no impiden a una persona combatir no se suelen contar como bajas. La suma de las bajas se conoce como cuenta de bajas.
Antes de la Segunda Guerra Mundial, las muertes por enfermedad solían superar a las muertes en combate. Históricamente, el 20-30% de los alcanzados en combate morían, mientras que el resto sobrevivía. Esto es, la proporción de heridos y muertos era de 3 a 1.

## Uso militar

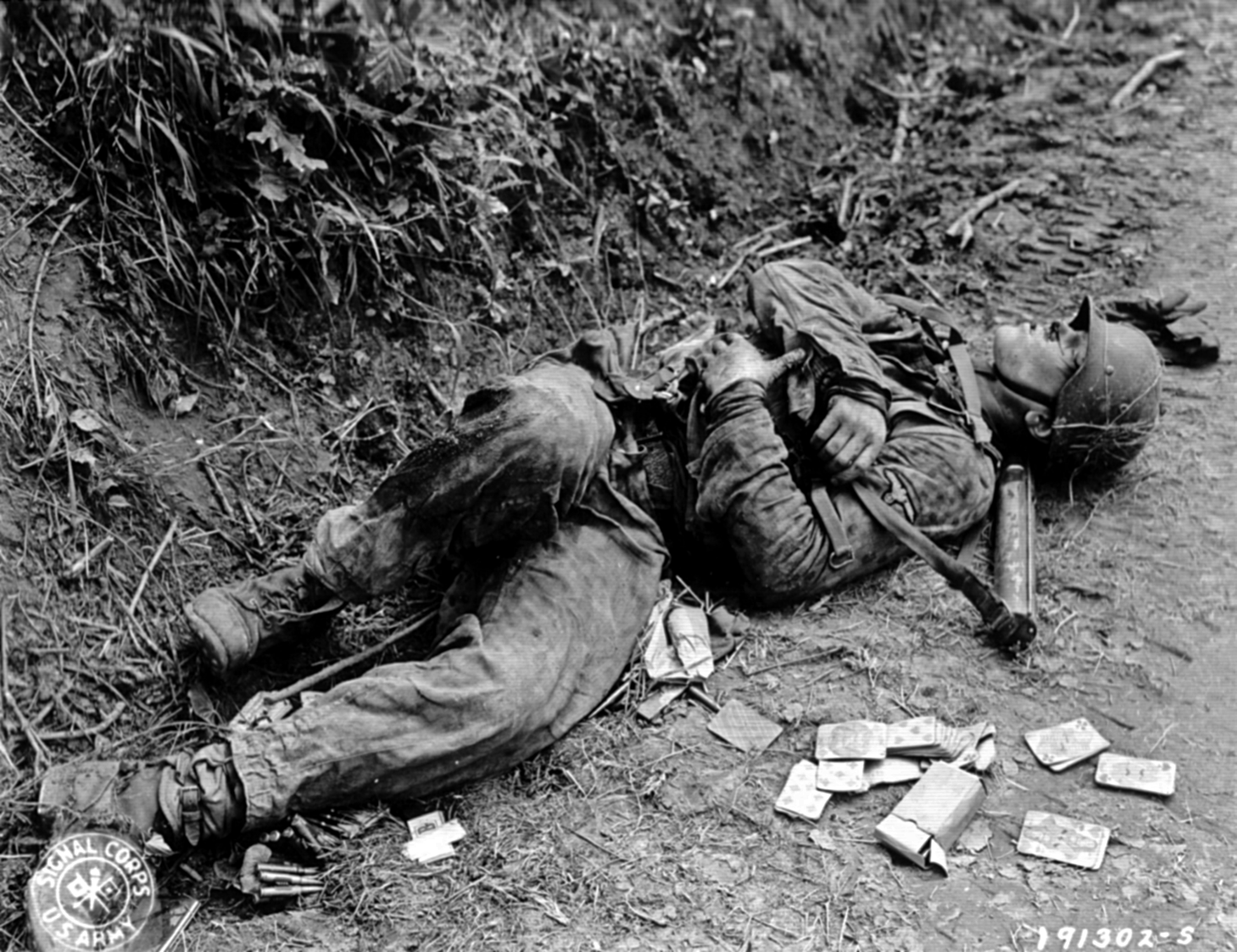
Combatiente de las Waffen-SS muerto durante la Batalla de Normandía el 19 de junio de 1944.

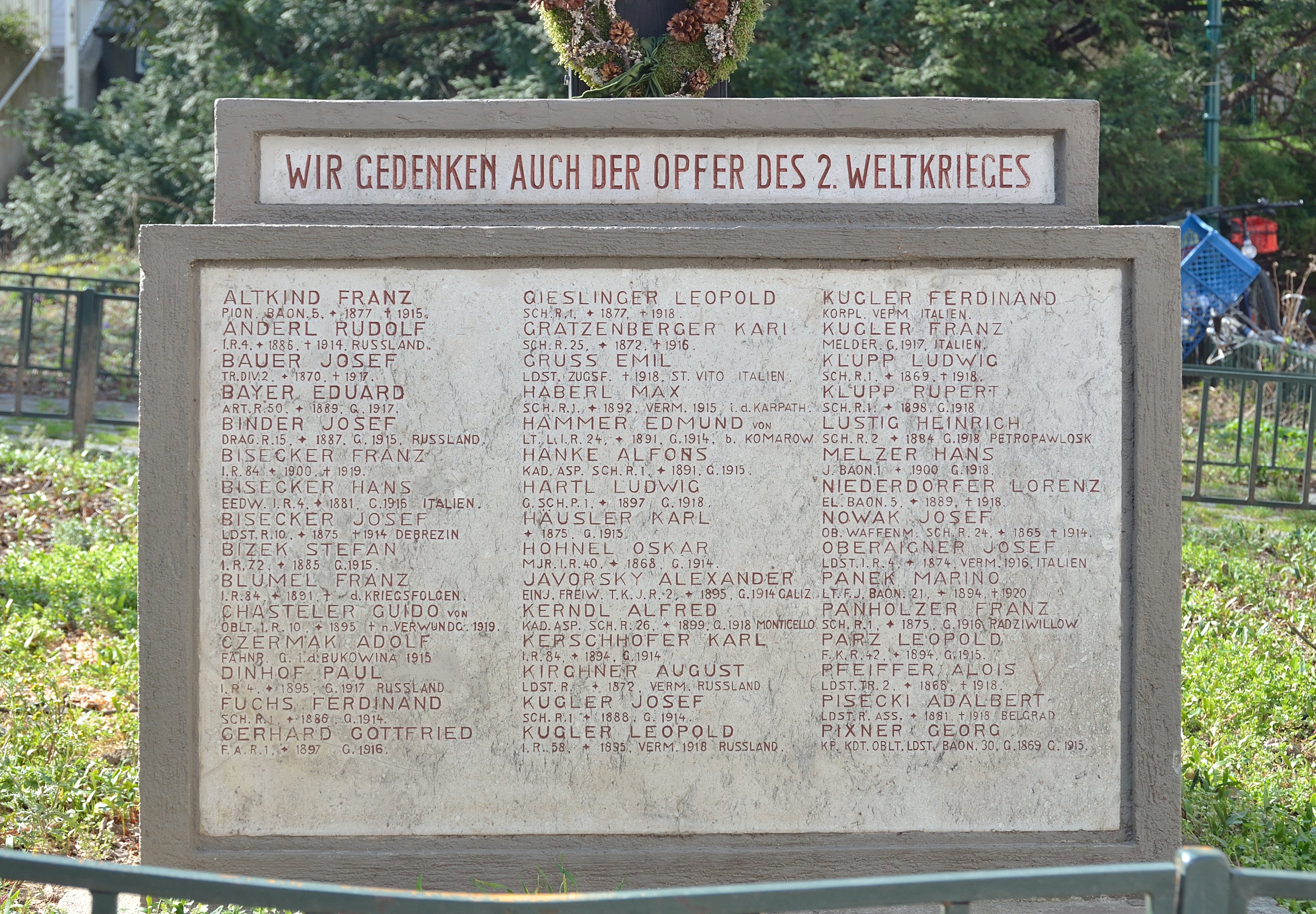
Monumento de guerra de Lainz, cerca de Viena, Austria lista de caídos o desaparecidos en combate durante la Segunda Guerra Mundial.

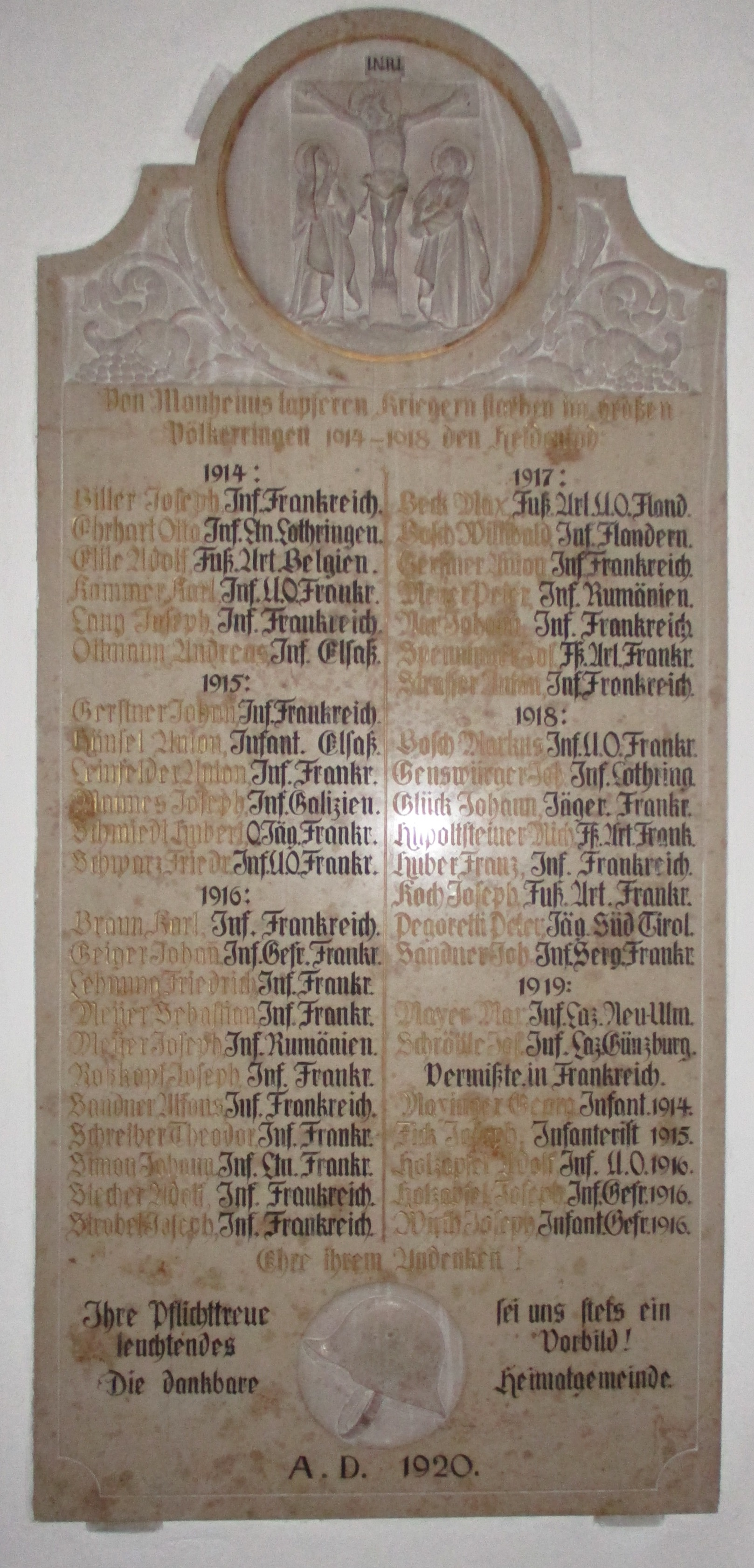
Iglesia de Santa Walburga, Monheim, Baviera, Alemania, monumento conmemorativo a las víctimas de la Primera Guerra Mundial, que enumera a los hombres de Monheim que murieron en combate durante la guerra.

En el ámbito militar, una baja es una persona en servicio muerta en acción, muerta por enfermedad, discapacitada por lesiones, discapacitada por trauma psicológico, capturada, abandonada o desaparecid , pero no alguien que sufre lesiones que no le impiden luchar. Cualquier baja ya no está disponible para la batalla o campaña inmediata, la consideración principal en el combate; el número de bajas es simplemente el número de miembros de una unidad que no están disponibles para el servicio. La palabra se ha utilizado en un contexto militar desde al menos 1513.
Las víctimas civiles son civiles muertos o heridos por personal militar o combatientes, a los que a veces se hace referencia en cambio con la expresión eufemística "daños colaterales".

### Definiciones de la OTAN

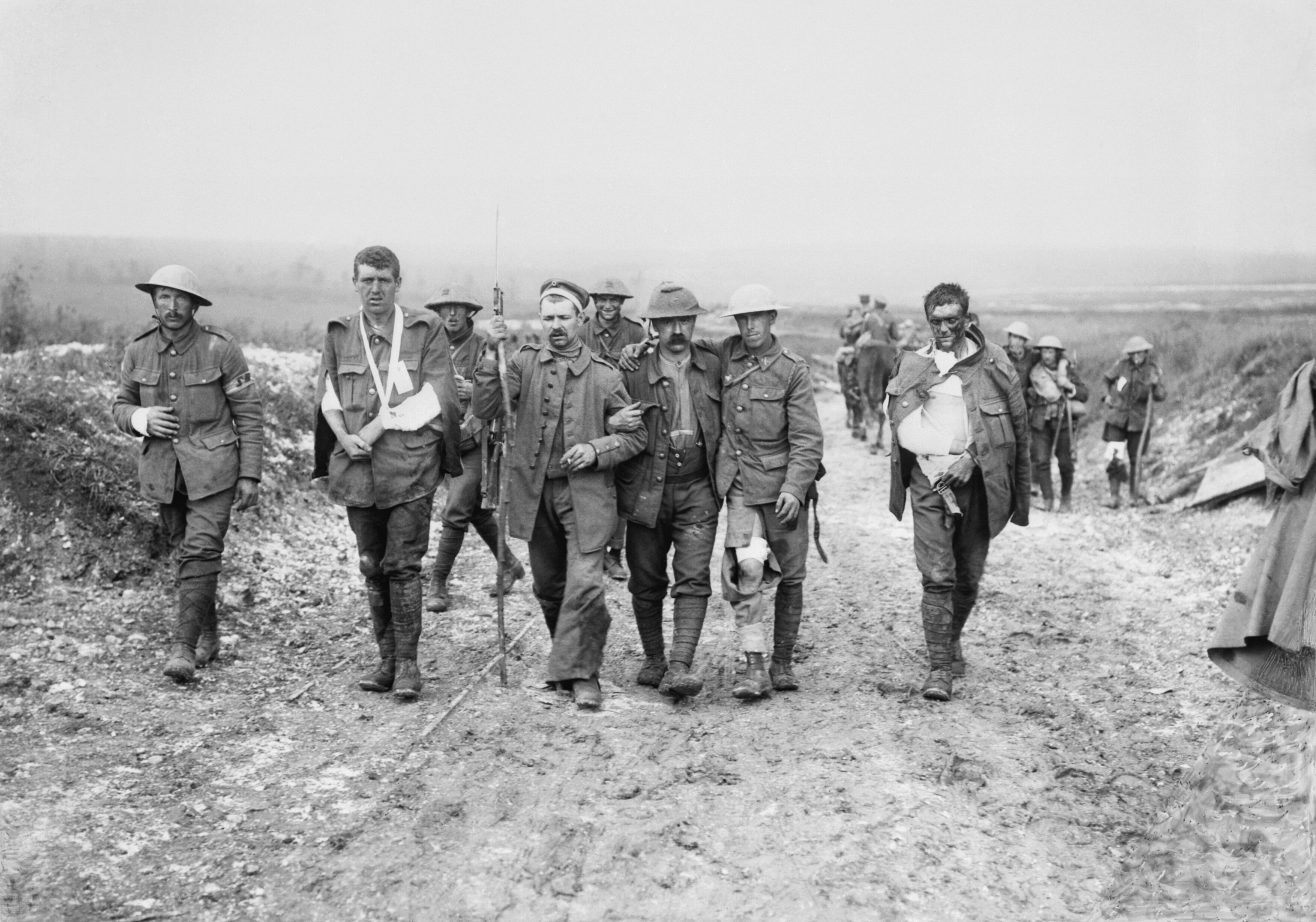
Un prisionero alemán ayuda a heridos británicos a llegar a un puesto de socorro cerca de Bernafay Wood tras los combates en la cresta de Bazentin, el 19 de julio de 1916, durante la batalla del Somme de la Primera Guerra Mundial.

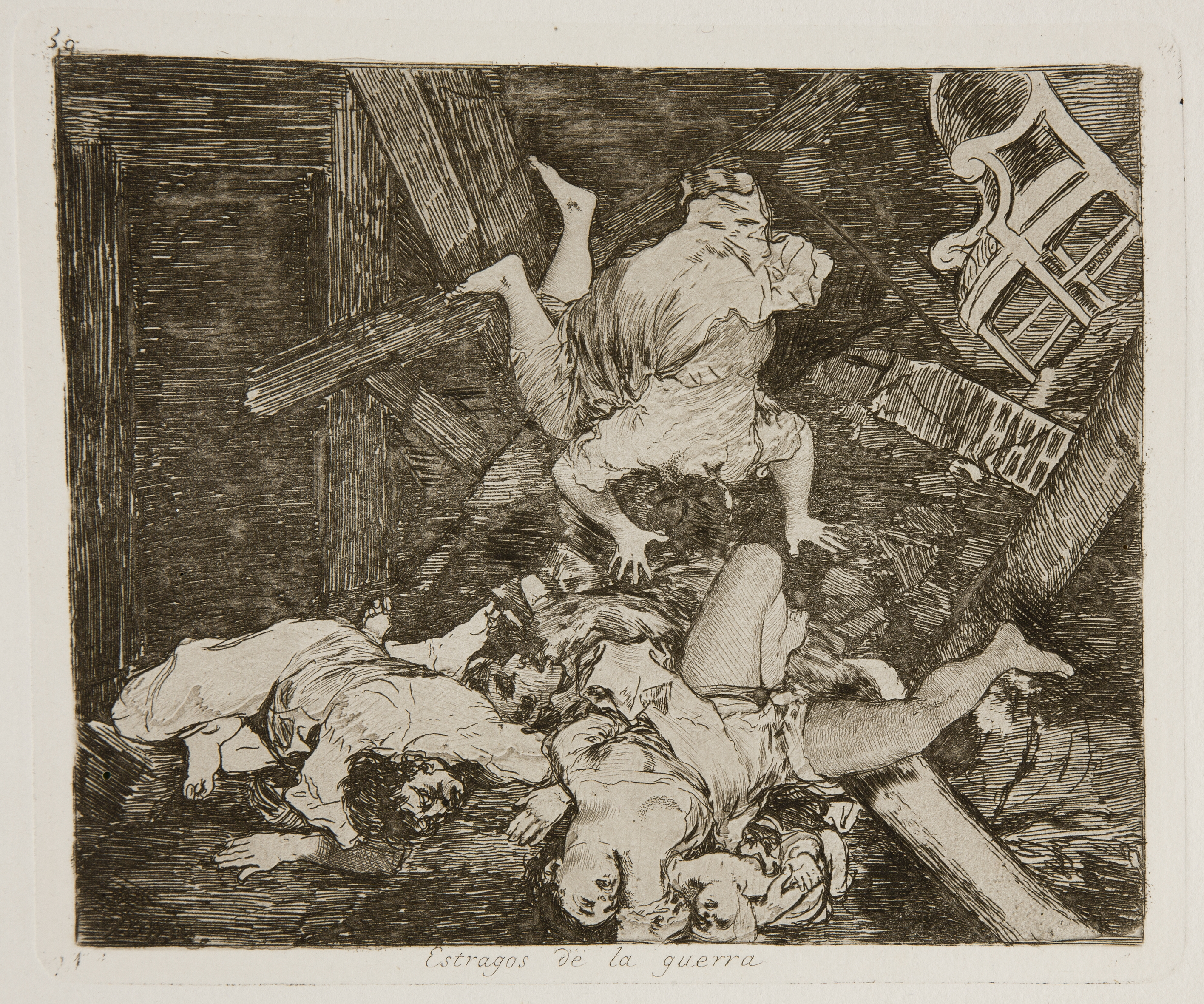
Los Desastres de la Guerra, Estragos de la guerra, de Francisco de Goya. Museo del Prado.

La organización militar OTAN utiliza las siguientes definiciones:
Baja 
En relación con el personal, toda persona que se pierda para su organización por haber sido declarada muerta, herida, enferma, detenida, capturada o desaparecida.
Baja de batalla
 Cualquier siniestro incurrido como resultado directo de una acción hostil, sostenida en el combate o relacionada con el mismo, o sostenida al ir o regresar de una misión de combate.
Baja que no es de batalla 
Una persona que no es víctima de una batalla, pero que se pierde para su organización debido a una enfermedad o lesión, incluidas las personas que mueren a causa de una enfermedad o lesión, o por estar desaparecida cuando la ausencia no parece ser voluntaria o debida a un enemigo. acción o ser internado.

### Otras definiciones
Estas definiciones son populares entre los historiadores militares.
Baja irrecuperable 
En relación con el personal, toda persona muerta en combate, desaparecida en combate o fallecida por heridas o enfermedades antes de ser evacuada a una instalación médica.
Baja médica 
En relación con el personal, toda persona incapacitada por heridas sufridas o enfermedades contraídas en una zona de combate, así como toda persona ingresada en una instalación médica para tratamiento o recuperación por más de un día. Hay una distinción entre accidentes médicos de combate y no combate de bajas médicas . El primero se refiere a una víctima médica que es resultado directo de una acción de combate; este último se refiere a una víctima médica que no es el resultado directo de una acción de combate.
Muerto en acción 
Una clasificación de bajas generalmente utilizada para describir a cualquier persona muerta por la acción de fuerzas hostiles.
Desaparecido en acción 

Una clasificación de bajas generalmente utilizada para describir a cualquier persona reportada como desaparecida durante las operaciones de combate. Pueden haber desertado, o pueden haber sido asesinados, heridos o hechos prisioneros.
Herido en acción 
Una clasificación de bajas generalmente utilizada para describir a cualquier persona que haya sufrido una lesión por medio de la acción de fuerzas hostiles.
Prisionero de guerra
 

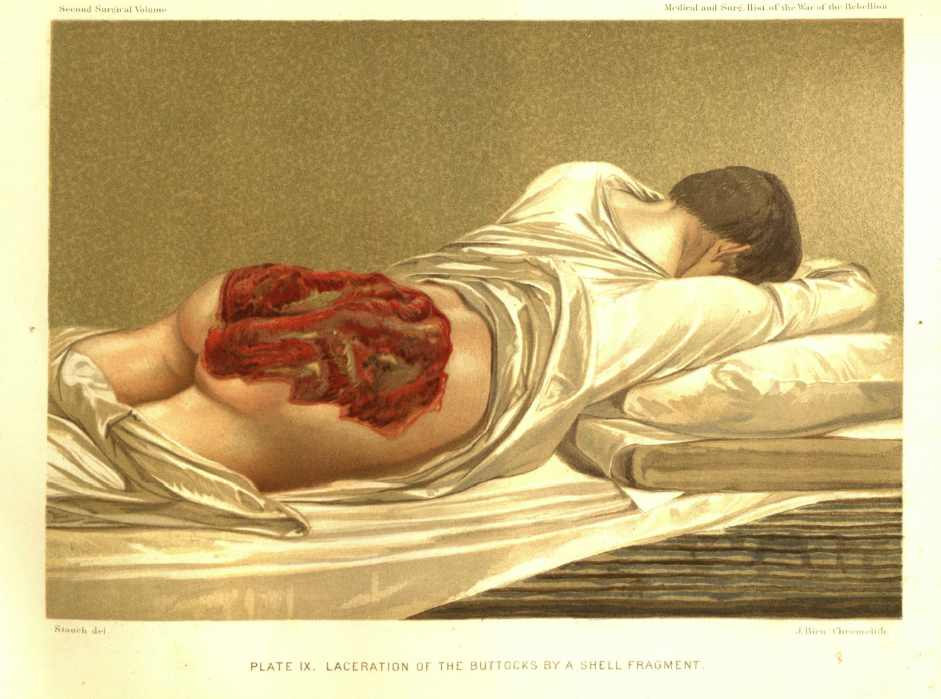
Lesión por fragmento de proyectil, guerra civil estadounidense.

Un tipo de bajas generalmente utilizado para describir a cualquier persona capturada y detenida por fuerzas hostiles.

## Uso civil
Si bien la palabra "baja" se ha utilizado desde 1844 en la vida civil, es un concepto menos importante; el número de muertes por un lado y de heridos graves por el otro son de gran importancia por separado, y la disponibilidad inmediata para el servicio no lo es. Estos números generalmente se citan junto con o en lugar de las bajas totales.

## Incidencia

### Muertes militares y civiles
Según el Informe de salud mundial 2004 de la OMS, se estimó que las muertes por lesiones intencionales (incluidas la guerra, la violencia y el suicidio) representaban el 2,8% de todas las muertes. En el mismo informe, se estimó que las lesiones no intencionales eran responsables del 6,2% de todas las muertes.